# イオンモール綾川
イオンモール綾川（イオンモールあやがわ）は、香川県綾歌郡綾川町にあるショッピングセンターである。

## 概要
2008年（平成20年）7月23日に「イオン綾川ショッピングセンター」として開業した。
正式開業前の同年7月18日から近隣住民向けにプレオープンしている。
地上4階建てで、1階から3階までが店舗で、4階と屋上は駐車場となっている。
開業時点では、物販部分の店舗面積は「ゆめタウン高松」を下回っており、「イオン高松ショッピングセンター（現・イオンモール高松）」とほぼ同じであった。
また、延べ床面積は四国にあるイオングループのショッピングセンターの中では最大であったものの「ゆめタウン高松」とほぼ同じ規模であった。
なお、飲食・サービス関連の店舗面積が「イオン高松ショッピングセンター」の約1.5倍となっているため、延べ床面積では同ショッピングセンターを上回って香川県内のイオングループとしては最大規模となっていた。
イオン（2011年2月まではジャスコ）綾川店を核店舗として物販や飲食・サービスなど約150の専門店が出店し、開業時点では香川県内3施設目となるシネマコンプレックス「ワーナー・マイカル・シネマズ綾川」も併設されている。
（香川県内に所在するシネマコンプレックスはいずれもイオンシネマ）
開業時の想定商圏は自動車で30分圏内の丸亀市や琴平町、高松市南部などの約27万人を見込むと共に、週末にはより徳島県北部など広域からの集客を目指していた。
2011年（平成23年）から進められたイオンの大型ショッピングセンターの名称の「イオンモール」への統一に伴い、同年11月21日に「イオン綾川ショッピングセンター」から「イオンモール綾川」に名称が変更された。
2013年（平成25年）11月からイオンリテールの運営していた大型ショッピングセンターをイオンモールの運営に委託することになったことに伴い、同社の管理運営に移行した。
また、核店舗の「ジャスコ」は、2011年（平成23年）3月1日にイオングループの総合スーパーをイオンに店名統一することに伴って「イオン」に改称することになった。
この「ジャスコ」と「サティ」が統一されたことに伴い、従来の食料品に強いジャスコと衣料品に強いサティという強みの融合を目指したことから、当店は「若い家族連れ」を中心顧客とし、旧「高松サティ」の「イオン高松東店」が「やや年齢の高い層」を中心顧客として新たな形での棲み分けを目指すことになった。
なお、シネマコンプレックスの「ワーナー・マイカル・シネマズ綾川」は運営会社の「ワーナー・マイカル」が「イオンシネマズ」と2013年（平成25年）7月1日に合併して「イオンエンターテイメント」となるのに伴い、劇場名を「イオンシネマ綾川」に変更することになった。

## 主なテナント
イオン（2011年2月まではジャスコ）綾川店が核店舗である。同店は開業直後の2008年8月21日にイオン本社の持株会社化によりイオンリテールに移管されたため、イオン本社が運営していたのはわずか34日だった。
準核店舗としてヤマダデンキ テックランドや島村楽器、未来屋書店などの大型店が出店するなど、物販や飲食・サービスなど約150の専門店が出店している。
また、開業時点では香川県内3施設目となるシネマコンプレックス「ワーナー・マイカル・シネマズ綾川」も併設されている。
2022年12月23日には四国地方初のサイゼリヤが当モールに開業した。
出店テナント全店の一覧・詳細情報は公式サイト「ショップ&レストラン」を、営業時間およびATMを設置する金融機関の詳細は公式サイト「インフォメーション」を参照。

### イオンシネマ綾川
イオンシネマ綾川（イオンシネマあやがわ）はイオンモール綾川の3階に位置し、イオンエンターテイメントが運営する映画館（シネマコンプレックス）。
開館当時の劇場名は株式会社ワーナー・マイカルが運営するワーナー・マイカル・シネマズ綾川であった。
2013年（平成25年）7月1日にワーナー・マイカルがイオンシネマズと合併し、イオンエンターテイメントに名称変更したのに伴い現劇場名「イオンシネマ綾川」に変更した。2014年よりさぬき映画祭の主会場のひとつとなっている。
9スクリーン・1,488席を有する香川県内最大のシネマコンプレックスで、四国初のデジタル3-Dシネマ対応スクリーン（5番スクリーン）がある。
| スクリーン | 定員（座席数） | 車椅子席 | 音響方式 | その他  |
| ---------- | -------------- | -------- | -------- | ------- |
| 1          | 107            | 2        | SRD      |         |
| 2          | 107            | 2        | SRD      |         |
| 3          | 107            | 2        | SRD      |         |
| 4          | 101            | 2        | SRD      |         |
| 5          | 196            | 2        | SRD      | 3-D対応 |
| 6          | 272            | 2        | SRD-EX   |         |
| 7          | 366            | 2        | SRD-EX   |         |
| 8          | 125            | 2        | SRD      |         |
| 9          | 107            | 2        | SRD      |         |

## 交通アクセス

### 自動車
- 高松市内からは国道11号・国道32号経由で約30分。
- 高松自動車道 府中湖PAスマートICより約5分、高松西ICより約15分、高松檀紙ICより約20分。

### 鉄道

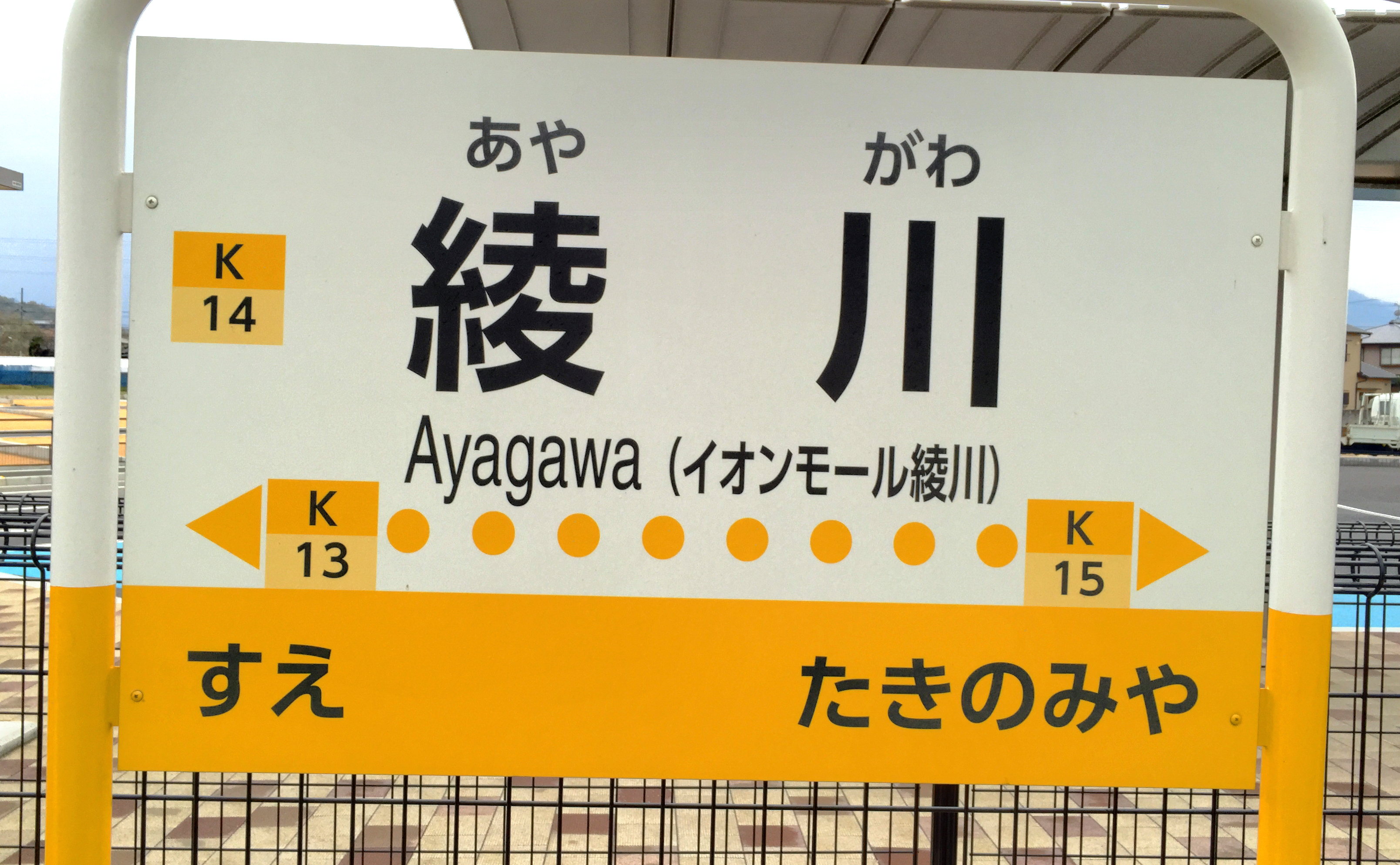
綾川駅は当店の名を副駅名に持つ

- 高松琴平電気鉄道琴平線 綾川駅から徒歩すぐ。
当店の開業時には滝宮駅が最寄り駅であったが[1]、2013年（平成25年）12月15日に当店のある綾川町萱原に綾川駅が開業している[7]。
同駅開業までは、滝宮駅から無料シャトルバス（所要時間約5分）を運行していた。

### バス
- 琴参バスにより、坂出駅・高松空港からのリムジンバス（2013年12月10日運行開始）や坂出駅（平日・月曜日～土曜日は富熊西沖で乗り換え）より路線バス（2013年12月21日運行開始）が実証実験として運行されている。